# 양융연
양융연(楊隆演, 897년 ~ 920년 6월 17일(음력 5월 28일))은 양오(楊吳)의 제3대 왕이다. 자(字)는 홍원(鴻源)이다.

## 생애
908년, 양악(楊渥)이 장호(張顥)와 서온(徐溫)에 살해된 후 옹립되었으며, 회남절도사(淮南節度使), 홍농군왕(弘農郡王) 작위를 계승하였다.
919년, 서온(徐溫)이 홍농왕에게 제위를 오르라고 하였으나, 홍농군왕이 칭제를 거부하여 칭제 대신 오국(吳國)의 왕으로 칭왕하였으며, 건원을 하여 천우(天祐) 연호 대신 무의(武義)로 사용하게 하였다.
920년, 양융연(楊隆演)이 질병으로 사망하였다. 사후에 오선왕(吳宣王)이라 칭하였으나, 양부(楊傅)의 칭제 후에 묘호는 고조(高祖)로 선황제(宣皇帝)로 개칭하였다.

## 친족 관계
- 아버지 : 오무충왕(吳武忠王) 양행밀
- 어머니 : 사태비
  - 형 : 홍농위왕(弘農威王) 양악
  - 본인 : 오선왕(吳宣王) 양융연(楊隆演)
  - 아내 : 선의황후(宣懿皇后, ? ~ 961년)
  - 생모 미상의 자녀
    - 아들 : 양분(楊玢) - 본명 양계명(楊繼明). 919년 여릉공에 봉해졌다가 928년 남양왕에 봉해졌고, 남당이 건국되면서 남양공이 되었다.

## 참고 문헌
| 전임 장형 홍농위왕 양악 | 제3대 오나라의 군주 908년 ~ 920년 | 후임 동생 오예제 양부 |

| 전임 장형 홍농위왕 양악 | 오왕(홍농왕)/오국왕 908년 ~ 920년 | 후임 동생 오예제 양부 |

| 전임 양악 | 회남절도사 908년 ~ 919년 | 후임 왕국으로서의 오나라 건국으로 번진 해체 |